# Correlación cruzada
En estadística, el término correlación cruzada a veces es usado para referirse a la covarianza cov(X, Y) entre dos vectores aleatorios X e Y.
En procesamiento de señales, la correlación cruzada (o a veces denominada "covarianza cruzada") es una medida de la similitud entre dos señales, frecuentemente usada para encontrar características relevantes en una señal desconocida por medio de la comparación con otra que sí se conoce. Es función del tiempo relativo entre las señales, a veces también se la llama producto escalar desplazado, y tiene aplicaciones en el reconocimiento de patrones y en criptoanálisis.
Dadas dos funciones discretas fi y gi la correlación cruzada se define como:
{\displaystyle (f\star g)_{i}\ {\stackrel {\mathrm {def} }{=}}\ \sum _{j}f_{j}^{*}\,g_{i+j}}
donde la sumatoria se realiza sobre valores enteros de j apropiados; y el asterisco está indicando el conjugado. 
Para el caso de dos funciones continuas f(x) y g(x) la correlación cruzada se define como:
{\displaystyle (f\star g)(x)\ {\stackrel {\mathrm {def} }{=}}\ \int f^{*}(t)g(x+t)\,dt}
donde la integral se realiza para valores apropiados de t.
La correlación cruzada tiene una naturaleza similar a la convolución de dos funciones. Difiere en que la correlación no involucra una inversión de señal como ocurre en la convolución.
Si {\displaystyle X} e {\displaystyle Y} son variables aleatorias independientes con distribuciones de probabilidad f y g, respectivamente, entonces la distribución de probabilidad de la diferencia {\displaystyle -X+Y} está dada por la correlación cruzada f {\displaystyle \star } g. En contraste, la convolución f {\displaystyle *} g da la distribución de probabilidad de la suma {\displaystyle X+Y}

## Propiedades
La correlación cruzada se relaciona con la convolución de la siguiente manera:
{\displaystyle f(t)\star g(t)=f^{*}(-t)*g(t)}
entonces si f o g es una función par
{\displaystyle (f\star g)=f*g}
También: {\displaystyle (f\star g)\star (f\star g)=(f\star f)\star (g\star g)}
La correlación cruzada no es conmutativa:
{\displaystyle (f\star g)\neq (g\star f)}
Sin embargo, sí se cumple que:
{\displaystyle (f\star g)(t)=(g\star f)^{*}(-t)}
Gracias a la relación entre la correlación cruzada y la convolución es posible utilizar una de las propiedades básicas de la transformada de Fourier (el teorema de convolución), a fin simplificar el cálculo de la correlación cruzada de dos señales transformadas al espacio de Fourier.